# 利维奥·文格尔
利维奥·文格尔（德語：Livio Wenger，1993年1月20日—），瑞士男子速度滑冰运动员，2020年欧洲速度滑冰锦标赛男子团体竞速赛铜牌得主、2022年欧洲速度滑冰锦标赛男子集体出发赛银牌得主、2024年世界单程距离速度滑冰锦标赛男子集体出发赛铜牌得主。